# Nice (команда)
nice — UNIX-утиліта, що запускає програму зі зміненим пріоритетом для планувальника завдань. Якщо не вказано жодного аргументу, команда nice виводить поточний успадкований пріоритет для планувальника завдань. В іншому випадку nice запускає вказану команду зі зміненим пріоритетом. Якщо зміщення не вказано, то пріоритет команди збільшується на 10. Привілейований користувач (root) може надати негативний вплив на зміщення. Команда nice може зміщати пріоритет в діапазоні від -20 (найвищий пріоритет) до 19 (найнижчий пріоритет) від поточного.

## Синтаксис і параметри
nice [-n зміщення] [--adjustment=зміщення] [команда [аргумент…]]
Параметри:
-n зміщення, -adjustment=зміщенняЗмінити пріоритет команди на зміщення (замість 10 за замовчуванням).